# Storia di Eboli

## Il territorio e le vie di comunicazione naturali
Eboli occupa uno degli estremi versanti meridionali dei Monti Picentini, immediatamente a ridosso della piana del Sele.
Nel corso dei secoli, l'estensione dell'abitato è stata soggetta ad alcune oscillazioni, occupando inizialmente, dall'età del bronzo, la collina del Montedoro (posta a 600 metri a nord dell'abitato medievale che forma l'odierno centro storico) e sviluppandosi successivamente, almeno dall'età ellenistica, anche sul sito di questo.
Eboli, infatti, pur restando separata dal mare sin dall'età protostorica e soprattutto in età arcaica, quando il tratto costiero della piana del Sele appare controllato da Pontecagnano e Paestum, è posta a controllo della parte più interna di questa pianura e costituisce la naturale cerniera tra la costa e l'entroterra, essendo interessata da importanti itinerari naturali di comunicazione.
Occorre individuare questi itinerari, avvertendo che anche se la loro importanza ed utilizzazione varia notevolmente a seconda delle diverse epoche storiche, essi rimangono uno dei fattori importanti per spiegare la lunga vitalità dell'insediamento.
Il primo itinerario naturale porta all'Alto Sele, che risale in direzione nord fino alla Sella di Conza e di qui, attraverso il corso dell'Ofanto, alla pianura pugliese: è questa una delle linee di comunicazione naturale più agevoli tra Tirreno e Adriatico di tutta la catena appenninica.
Un altro possibile itinerario naturale che investe la parte interna della piana del Sele è quello tra la costa e il Vallo di Diano, tappa obbligata per le comunicazioni in direzione della Lucania interna e dello Ionio, nonché della Calabria.
All'altezza di Eboli, anzi, si biforcano due possibili varianti di percorso: una, attraverso il valico dello Scorzo (il latino Nares Lucaniae), costeggia a nord il massiccio degli Alburni, passa per Pertosa ed entra nel Vallo da Polla, costituendo l'itinerario che in epoca repubblicana sarà ricalcato dalla Via Popilia; l'altra risale la vallata pianeggiante del Calore Lucano, s'inerpica verso il monte Pruno ed entra nel Vallo all'altezza di Sala Consilina. La costruzione della strada consolare Popilia ha fatto sì che la prima via fosse la più battuta; per il periodo precedente la documentazione archeologica pare più numerosa sulla seconda, ma la scarsità dei dati non autorizza scelte definitive.
Un ultimo itinerario naturale, la cui importanza è andata progressivamente diminuendo con l'affermarsi della superiorità, dall'epoca romana in poi, di città costiere come Salernum o quelle del Golfo di Napoli, può forse aver giocato un ruolo non trascurabile nella penetrazione di elementi culturali pestani verso l'interno e resta comunque la via naturale più semplice tra la piana del Sele e l'interno della Campania: la collina di Montedoro si apre con un facile passaggio alla valle del Tusciano, che culmina a metà dei monti Picentini nel valico delle Croci di Acerno.
Questi itinerari non hanno mai fatto di Eboli il punto di partenza di importanti linee di penetrazione culturale ed economica, ma hanno reso il suo territorio un punto privilegiato nelle comunicazioni tra la costa e l'interno. Questa pare una connotazione fondamentale, del territorio ebolitano, altrettanto fondamentale quanto il suo assetto geomorfologico misto, in parte interessante montagne di percorribilità disagevole e scarsamente coltivabili, bastanti ad un'agricoltura di pura sussistenza o alla pastorizia, ma per lo più ricadente in una fertilissima pianura alluvionale, il cui sfruttamento agricolo è stato sempre alla base della prosperità del centro.

## Le scoperte archeologiche
Le prime testimonianze di rinvenimenti antichi risalgono agli anni 1829-1836 e si devono a due dotti ricercatori locali, Matta e Romano, che testimoniano delle loro numerose indagini compiute in varie contrade della cittadina - Olive della corte, Paterno, Crispi, S. Pietro alli Marmi - o nei suoi casali sparsi nel territorio limitrofo al nucleo urbano - Fontana delli fichi, Pezza delle Monache, Fili -.
Queste notizie forniscono tutt'oggi la prima utile base per l'approccio archeologico con il sito, di cui vengono individuate le aree sepolcrali e l'acropoli cinta da mura.
Ai due studiosi il merito di aver riconosciuto e segnalato l'esistenza sulla collina di Montedoro di due tratti di "mura massicce di poligonia costruzione" così descritti: "il primo è circa trenta palmi lungo e sedici alto e forma una figura circolare (...) ventidue palmi più sopra è l'altro tratto, più piccolo del primo per lunghezza e altezza".
Gli stessi, attingendo al patrimonio di storia locale, informano che il sito fu spogliato nel 1640 di parte delle strutture, che vennero utilizzate per "lastricare" l'attuale centro storico; quest'atto segnò l'inizio di un'opera di saccheggio che ha fatto del luogo una cava per pietre da costruzione fino ad epoche molto recenti.
Nel 1887 il Colonna individua un'altra area di necropoli sulla collina di S. Antonio: da questa data in poi, non si ha notizia di nuove scoperte fino al secondo dopoguerra del nostro secolo, quando l'opera ricognitiva di alcuni studiosi locali (agevolata anche dai numerosi cantieri aperti nella zona di nuova espansione) riaccende l'interesse per il pregevole patrimonio archeologico della cittadina.
Tuttavia, l'inizio di scavi sistematici avviene solo a partire dai tardi anni sessanta e, a parte alcuni sporadici interventi nelle necropoli site nella parte bassa dell'abitato attuale, consiste nell'indagine sul sepolcreto eneolitico in località Madonna della Catena effettuata dal d'Agostino. A questo studioso e al Gastaldi si lega, almeno fino al 1976, la maggior parte dell'attività di ricerca archeologica in Eboli.
Dalle prime scoperte del Matta e del Romano, agli scavi occasionali e pianificati degli ultimi trent'anni, si recupera un primo quadro archeologico abbastanza articolato, che può esserci d'aiuto nella comprensione dei modi in cui si è sviluppato il centro in epoca antica ed è relativo a tutta la documentazione raccolta sul sito in più di due secoli di scoperte, desunta dagli studi della Cipriani. La lettura della tavola avviene attraverso la consultazione dei simboli e dei colori riportati su ciascun sito di scavo ed il loro successivo raffronto con la tabella sottostante dove, a griglia, sono associati ai simboli il tipo e i materiali dei reperti, ai colori le epoche a cui questi vengono fatti risalire.
Dai dati esposti si ricava che la collina del Montedoro rappresenta il luogo originario dell'insediamento o comunque il polo principale di aggregazione del sito, rivestendone verosimilmente fino all'epoca romana le funzioni di centro religioso e politico.
Gli altri rilievi ai suoi piedi e la pianura sottostante sono destinate, dal IX secolo a.C. all'età romana, alla sepoltura dei defunti, invece le prime significative strutture di abitato rinvenute risalgono all'età ellenistica (III-II secolo a.C.) presso SS. Cosma e Damiano e S. Antonio. La loro posizione fa supporre uno sviluppo dell'abitato verso il basso, probabilmente sul sito del Centro Storico medievale. Con questa dislocazione le strutture abitative invadono, modificandone bruscamente le funzioni, alcune aree tradizionalmente adibite a sepolcreti.

## Dai Greci ai Romani
L'influenza degli Etruschi raggiungeva le rive occidentali del Tusciano, senza interferire in modo appariscente con gli interessi dei Greci attestati alla foce del fiume Sele e sui versanti rivolti verso la piana. Sia gli Etruschi che i Greci commerciavano attivamente con le popolazioni indigene. Poi l'influsso etrusco regredì, mentre aumentava quello greco, per l'accresciuta potenza di Elea e soprattutto di Poseidonia che, nel corso del V secolo a.C., esercitò la sua forza d'attrazione centripeta sulle genti dei territori interni, gravitanti economicamente sulla piana del Sele. Verso la fine dello stesso secolo, Eboli e Poseidonia subirono l'occupazione dei Lucani.
Per i primi secoli della espansione della potenza di Roma, quasi nulla sappiamo circa le relazioni intessute con i Romani, mentre per quanto riguarda l'assetto urbanistico gli scavi condotti nelle località Fantone, Boscariello, Olive della Corte, Crispi, Paterno, S. Giovanni, S. Sofia, S. Maria del Carmine, S. Maria del Castello, Borgo, Paradiso hanno sempre dato felice risultato e fanno ritenere che il territorio ebolitano fosse punteggiato da una serie di casali, in numero di trenta, sparsi per le colline e nella pianura.
L'area dei SS. Cosma e Damiano ospita in questo periodo un quartiere artigianale dotato di un complesso di fornaci ben conservate. L'archeologo Maurin, che ha condotto gli scavi, ritiene che due servissero per la cottura di terrecotte architettoniche e di statuette, ed una terza, più grande, per la preparazione dei laterizi. La funzione artigianale dell'area continuerà anche nel secolo successivo con l'impianto di un'officina di fonditore di metalli, mentre al Paterno sono stati rinvenuti i resti di una costruzione (villa rustica o, per lo meno, rilevante luogo di ristoro).
Nessuno storico l'annovera nell'elenco delle città della Campania punite dai Romani (tra le altre troviamo segnata la vicina Picentia) per essersi alleate ad Annibale durante la seconda guerra punica (216 a.C.), o dopo la guerra sociale (90 a.C.), pur essendo allora la Campania quasi tutta contro Roma, compresi di nuovo i Picentini, dei quali fu per sempre distrutta la città.

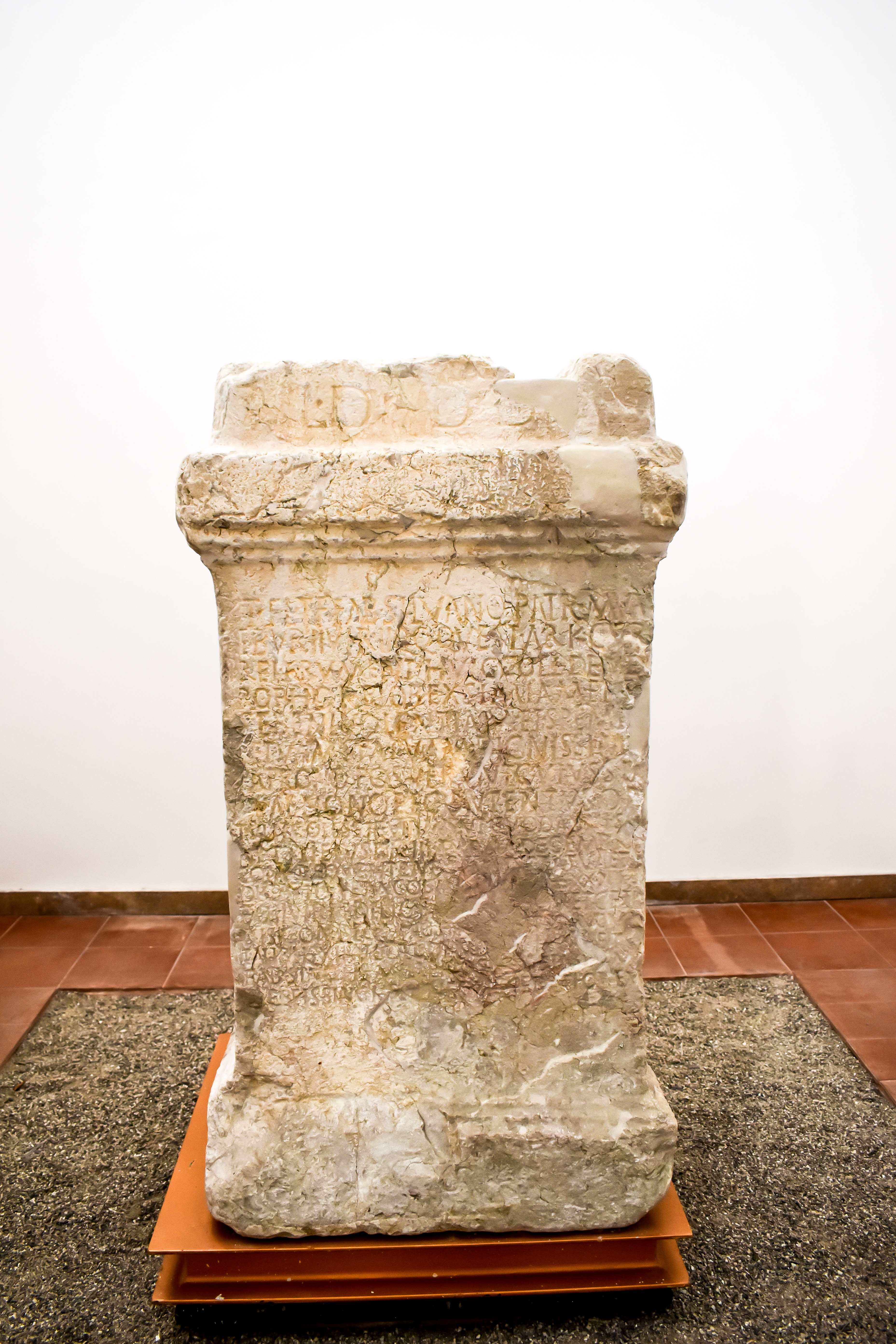
Stele Eburina

La discesa a valle dell'abitato non comporta comunque l'abbandono del Montedoro. Nella parte meridionale del pianoro dove nella prima età imperiale si impianterà un edificio sacro con ambienti pavimentati in terracotta, negli anni cinquanta fu recuperata parte di una stipe votiva: una fossa in cui venivano scaricati gli oggetti votivi eccessivi e ingombranti, ma da conservarsi perché considerati di proprietà del dio. Lo scavo fu incompleto e senza controllo scientifico, per cui la documentazione che ne resta è insufficiente; dai pochi dati in nostro possesso emerge tuttavia con chiarezza il quadro di un santuario romano medio-repubblicano, con la presenza di votivi anatomici, soprattutto arti e dita, ennesima attestazione di un modello di culto salutare che accompagna la colonizzazione romana e si collega, caso dopo caso, alla venerazione di svariate divinità.
Eboli viene a trovarsi sull'asse di penetrazione verso la Lucania e il Bruzio, che taglia fuori Paestum e che i Romani adottano come preferenziale nella creazione della successiva strada consolare Popilia o Regio-Capuam o Annia. Infatti, anche se questa è datata nella seconda metà del II secolo a.C., non si può escludere che il suo percorso venisse sfruttato anche prima.
La presenza di questo itinerario, lungo 132 miglia e che apre a Roma il sud per la conquista militare-politica, potrebbe spiegare la romanizzazione del sito di Eboli anche indipendentemente dalla colonia latina di Paestum. In ogni caso sono emerse tracce concrete ad Eboli di una strada lastricata che potrebbe identificarsi con la Popilia, a sud-est, lungo la congiunzione tra le colline e la pianura, non lontano dalla Statale 19 delle Calabrie, che a grandi linee ripercorre l'antica consolare. Tale scoperta ripropone il problema del percorso della Popilia in rapporto al centro antico di Eboli, se cioè lo attraversasse provenendo da monte, come ha sostenuto Werner Johannowsky, o se ne interessasse il territorio costeggiando il fondo valle, com'è opinione del d'Agostino.
Che Eboli fosse poi diventata Municipium romano è provato dal ritrovamento della stele eburina che presenta un'iscrizione risalente al periodo imperiale, precisamente al 183 d.C. quando era imperatore Commodo e duumviri Caio Stlaccio Valente e Gneo Brinnio Steiano, scoperta nel 1903 e incastrata nel campanile della chiesa di S. Maria ad Intra. Vi si legge che la Corporazione dei dendrofori e dei fabri di Ebur(um) eresse una statua a Tito Flavio Silvano, dell'aristocrazia senatoria. Evidentemente costui aveva i suoi latifondi, rappresentati da boschi, nel territorio ebolitano, come si desume dal cognome Silvano e dall'offerta del monumento, fatta da boscaioli e da muratori. Ma si rimanda ad altre più specifiche trattazioni sull'argomento per ulteriori approfondimenti.
Nei secoli del tardo impero romano i più importanti flussi commerciali della penisola si spostarono sempre più verso oriente e settentrione, per cui Eboli e Paestum vennero a trovarsi in una posizione sempre più marginale.
Intanto la crisi economica e demografica di quel periodo si accompagnò all'estendersi dell'economia latifondistica fondata sulla pastorizia e sull'allevamento del bestiame. Si verificò, inoltre l'impaludamento della parte bassa del Sele, perché le popolazioni non erano più in grado di impedirla, come avevano invece fatto i Romani nei secoli precedenti.

## L'alto Medioevo e i Longobardi
Il primo documento cartaceo che cita la città è dell'anno 869. In esso si parla di Gariperga, moglie di Ermenando e figlia di Gariperto, entrambi Servi di Palazzo. La longobarda passa al servizio di Landelaica, moglie del principe salernitano Guaiferio, insieme con i suoi quattro figli maschi e le tre femmine, più i servi e le ancelle.
L'avvenimento ha interesse storico e archeologico: il Servo di Palazzo non si confronta con la concezione schiavistica del mondo romano o con quella, più blanda, bassomedievale, di uomo al servizio personale di qualcuno; egli era piuttosto un funzionario del Principato Salernitano il cui compito consisteva nella partecipazione all'impostazione dell'andamento sociopolitico del centro, come appartenente alla categoria di amministratori, i ministeriales ".

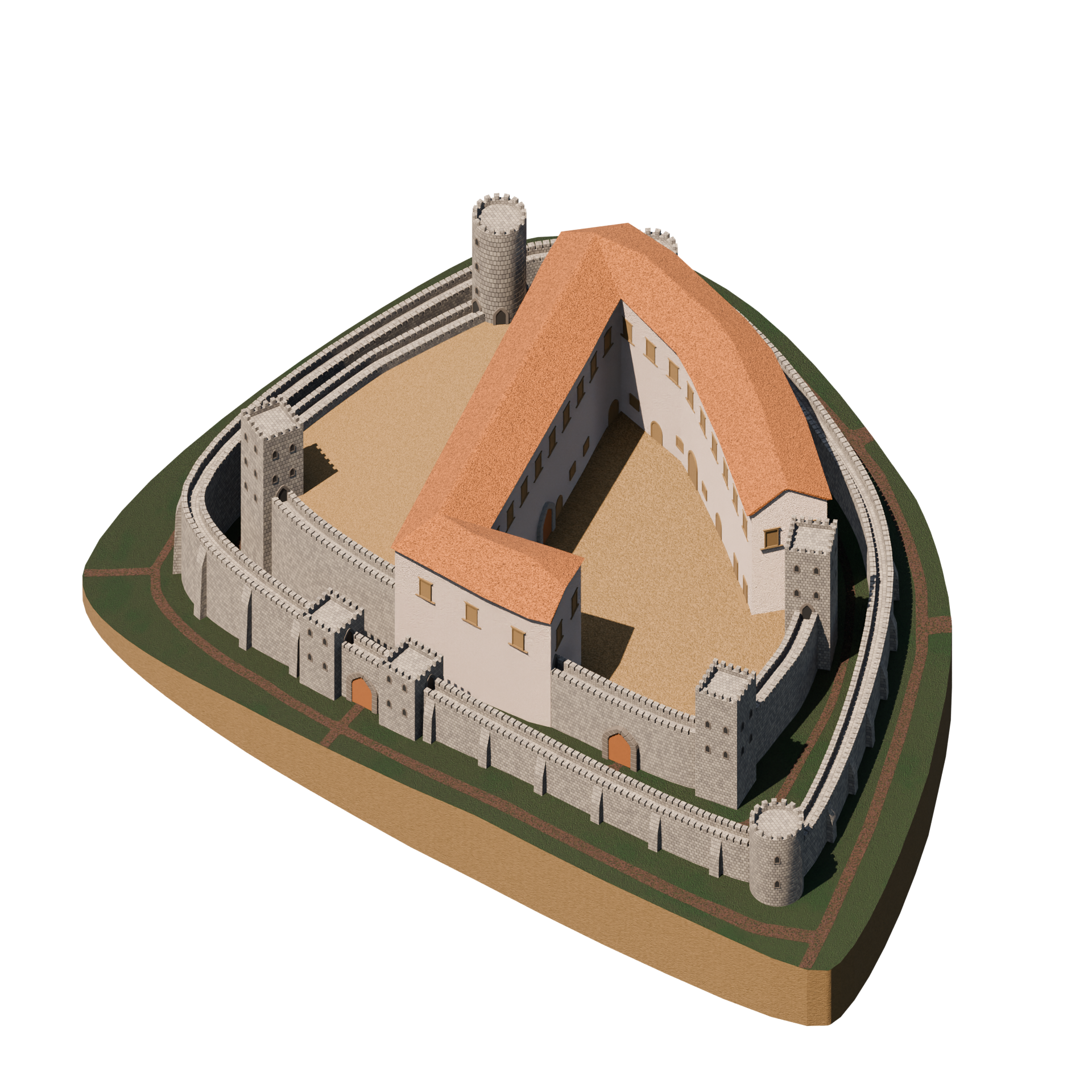
Ipotetica ricostruzione del Castello Colonna con tutte le sue stratificazioni

Il palatium sede del potere ad Eboli, nel periodo longobardo doveva sussistere o sulla collina dove poi si fonderà il castello normanno, oppure sulla collina dove sorgerà il complesso conventuale di San Francesco, oppure ancora in un punto posto tra la due. In ogni caso, lungo la via G. Genovese, verso nord, fino all'angolo di via A. Vacca si può osservare la presenza di un muro in conci di pietra squadrata commista a laterizi, che offre molteplici analogie con costruzioni longobarde come la cinta di Benevento o i muri del castello di Salerno. Il sito riceverà, tuttavia, la sua specificazione urbanistica soltanto nel 1047, quando la comitissa Urania, offre alcune terre "foris castello Evoli illorum comitato" (al di fuori della città fortificata di Eboli che è loro contea) alla chiesa di S. Nicola di Gallocanta di Vietri sul Mare; tra i confini delle proprietà, un posto chiamato "li Barbuti": con questo documento la città viene indicata per la prima volta come castellum.
Dopo le distruzioni della seconda Guerra Mondiale, uno studio approfondito e documentato è stato affrontato da Padre Giuseppe Bergamo su Le Chiese e i Monasteri di Eboli tra il Mille e il Milletrecento. In quest'opera, le chiese della città, preesistenti al periodo normanno, vengono elencate sulla base delle notizie riportate dal Codex Diplomaticus Cavensis e da documenti inediti, sempre della Badia di Cava. Riportiamo del testo citato quanto può contribuire ad integrare la nostra trattazione:
- Chiesa di S. Barbara, oggi non resta alcun indizio tangibile della sua esistenza.
- Chiesa di S. Andrea, nei dintorni di Eboli e precisamente nella parte orientale del semicerchio delle colline e vallate sottostanti al Montedoro. Nell'area dove sorgeva, c'è ancora il ricordo di tale chiesa nel toponimo "regione S. Andrea", quasi ai confini con Campagna.
- Chiesa di S. Nicola, è possibile identificarla nell'attuale parrocchia di S. Nycola de Schola Graeca. Infatti in una pergamena del giugno 1136[15], l'abate Simeone della SS. Trinità di Cava concedeva in enfiteusi terre e case in Eboli, appartenenti alla Chiesa e Priorato di S. Nicola de Ponte o de Grecis, a Domenico e ai suoi figli legittimi. Da ciò discende che nel 1136 questa chiesa era già parrocchia soggetta a Cava e molte donazioni aveva già avuto, se passava a dare in enfiteusi terre e case.
- Chiesa di S. Maria, dev'essere S. Maria ad luminare, da identificarsi oggi nella chiesa della Madonna del Castello, a nord-est del centro, su di un rialzo prossimo all'altopiano del Montedoro, in località Carcarone.
- Chiesa di S. Angelo, una delle più antiche parrocchie, sita presso il Castello; ben presto dovette andare distrutta. Questa chiesa si trovava tra l'attuale Porta Dogana e il Castello: oggi ne è rimasto il nome alla via gradonata.
- Chiesa di S. Vito al Sele, la tradizione vuole che questa chiesa fosse tra le più antiche del territorio ebolitano, se non la prima: costruita per raccogliere le ossa dei Santi Martiri Vito, Modesto e Crescenza, durante l'impero di Diocleziano, sulla riva destra del Sele.
- Chiesa di S. Maria de ponte - Sita "in loco tusciano... ubi pons dicitur..."[16]. Da tali confini, si può dedurre che si tratta della Cappella Franchini situata nell'antica parrocchia di Battipaglia e della quale, per i bombardamenti della seconda guerra mondiale, oggi non resta che un muro laterale, da cui si vede ancora un'edicola incastrata nel muro stesso.
- Parrocchia di S. Maria de Intro, è questa l'antica denominazione dell'attuale parrocchia di S. Maria ad Intra, detta così perché posta all'interno delle mura della città, presso il Castello. A questa parrocchia furono aggregate le chiese di S. Angelo, di S. Giorgio e di S. Matteo, come risulta dai transunti che si conservano nell'Archivio Diocesano di Salerno.
- Parrocchia di S. Matteo, non si riesce ad identificare il luogo preciso dove sorgeva: certo, come si è detto sopra, doveva trovarsi nell'ambito dell'attuale parrocchia di S. Maria ad Intra, alla quale passarono i suoi atti dopo la distruzione. Nel 1176 una casa esistente nella sua circoscrizione fu comprata dalla Badia di Cava, da un tal Bernardo, figlio di Guglielmo Potifredo[17].
- Chiesa di S. Giorgio, nell'aprile del 1109, Giovanni Capuano, abate del monastero di S. Vito, presso le mura di Salerno, verso il mare, concesse al prete Piero di Luciano "ecclesiam sancti georgii, que constructam est iuxta muros evuli ad regendum et ad officiandum". Pertanto, questa chiesa dovette essere distrutta per l'ampliamento del Castello, avvenuto dopo il secolo XIV ".

## I monaci basiliani
Sul tramontare del IX secolo, si fondarono, nella Campania longobarda, molti monasteri basiliani - vengono così chiamati i primi seguaci di S. Basilio (330-379 d.C.), ma anche tutti i monaci cattolici di rito bizantino - non solo presso le grandi città della costa, ma anche nell'entroterra. Anche ad Eboli, ben presto, dovettero giungere questi monaci, insieme a gruppi di laici, che si portarono numerosi nella nostra città e vi rimasero stabili, come testimoniano la denominazione della parrocchia di S. Nicola de Graecis, detta appunto S. Nycola de Schola Graeca, la chiesa dei SS. Medici Cosma e Damiano, la chiesa e il monastero di S. Giovanni Gerosolimitano:
1. Chiesa dei SS. Medici Cosma e Damiano - L'unico documento che ricordi questa chiesa è del 1164[19]. Nel documento si parla di una "pezza di terra laboratoria in qua ecclesia diruta est que ad honorem sanctis medicis constructa fuit ". La chiesa, quindi, che era già diruta nel 1164, dovette essere costruita intorno al mille e riedificata dopo il 1164 se la devozione per i Santi Medici mise così profonde radici nella città, da richiamare anche dai dintorni numerosi pellegrini. Si trova tra il Castello e la badia di S. Pietro Apostolo, quindi oltre le mura di cinta.

1. Chiesa e monastero di S.Giovanni Gerosolimitano - Anch'essa distrutta nell'ultimo conflitto, era situata sulla collina di S. Giovanni, appunto, a sud ovest della città e, stando alla descrizione del Bergamo ed alle preziose foto pervenuteci, non è difficile farsi un'idea del rilevante grado di pregevolezza artistica che la contraddistingueva e che la fece dichiarare all'inizio di questo secolo monumento nazionale. L'annesso monastero basiliano all'epoca del bombardamento già non era più esistente. Tra le poche testimonianze pervenuteci, vi è quella del 1140, nella quale la chiesa viene detta "... in ebulensi pertinentia constructam..."[20].

## Dai Normanni agli Svevi
All'apparire dei Normanni, Eboli si trasforma e sviluppandosi ampiamente si distacca da Campagna, sua antica antagonista. Da comitatus di modesto raggio d'azione, quale era stata fino ad allora, assume rilievo strategico nell'ambito dei territori a sud di Salerno, fino ai confini con la Lucania: su di essi Guglielmo (fratello di Roberto il Guiscardo) mette su una grande Contea, detta di Principato, che fra il 1082 e il 1090 va ad Emma de Ala, moglie di Rao Trincanotte e poi di Guimondo de Moulins. In mano dei discendenti di Emma è fino al 1156 quando passa ad Enrico di Navarra, fratello della regina Margherita, vedova del re Guglielmo I. Eboli fu, dunque, la capitale di uno Stato considerevole che arrivava fino al Sele-Muro Lucano da una parte e a Satriano-Brienza-Marsico Nuovo dall'altra. In più ottenne di aggiungere alle terre già possedute il territorio che da Battipaglia va a Santa Maria La Nova. Pur perdendo tra il 1156 e il 1168 la funzione di centro burocratico, momentaneamente assorbito per ragioni politico-militari da Balvano, Eboli aumentò la sua incidenza operativa nell'ambito delle signorie locali che erano venute a formarsi alla metà del XII secolo nel Regno con i suoi rappresentanti bene in forze dal punto di vista militare e finanziario e sostenuti anche da una non piccola comunità ebraica.
Nell'ambito del territorio ebolitano, ci vengono elencate dal Bergamo le seguenti cappelle rurali:
- Cappella di S. Cecilia - Nel casale omonimo, precisamente sita "in loco pulli", presso il Sele, sulla strada vicinale omonima, alla confluenza di questa col canale di bonifica derivante dal Sele.
- Cappella di S. Berniero - Parecchi chilometri più a nord-ovest di S. Cecilia, sulla strada vicinale del Bosco, tra Campolongo e Arenosa, sul sentiero che dall'Improsta conduce all'Aversana.
- Chiesa di S. Nicola al lagno - solo qualche chilometro ad ovest di S. Berniero, in prossimità del mare e precisamente presso il luogo dove si trovava il maggior laghetto delle paludi di Campolongo, al di sotto della contrada Aversana.
- Chiesa di S. Nicandro - Si trovava presso i mulini del Tusciano, quasi alla foce di questo fiume, verso la torre Tusciano e il campo Spineta.
- Chiesa di S. Lucia - Risalendo il Tusciano, dopo l'ansa di S. Mattia, a sud-est di questa, all'incrocio delle strade vicinali Cupa-Filetta, Porta di Ferro, S. Lucia, si trova tale chiesa. Nella pergamena del 1164[24], la si indica posta "in loco... subtus ipso castelluzzu": ancora oggi, infatti viene chiamata Castelluccia una piccola rocca a nord di Battipaglia.
- Chiesa di S. Silvestro de Firmiano - Dipendente dal S.Cenobio Cavense fin dal 1179[25]. Non se ne trova alcuna traccia, né probabile indicazione del luogo dove sorgeva. Tuttavia, poiché nella pergamena del 1164, spesso citata, S. Silvestro compare tra i beni dell'arcivescovo di Salerno e nella descrizione dei medesimi si comincia da quelli "de territorio ebuli, campanie, castellizzi et padulis", è probabile che questa chiesa dovesse trovarsi oltre S. Lucia, tra Rapaciceri e il Tusciano.
- Chiesa di S. Felice - Proseguendo lungo il Tusciano, più a nord, doveva trovarsi la chiesa di S. Felice, la quale sorgeva "non multum longe ab ecclesia sancti Silvestri" tra le Paludi e la Castelluccia, in località Parnatura.
- Chiesa di S. Martino - Doveva essere una piccola cappella al di sopra della Castelluccia, sulle colline che portano a Montedoro. Non può essere la chiesa di S. Martino di Montecorvino Rovella, in quanto il territorio ebolitano non ha mai superato ad occidente il fiume Tusciano.
- Chiesa di S. Donato - È ancora una delle attuali cappelle campestri di Eboli, nella zona del Montedoro, non lontano "a fonte qui de sancto Donato dicitur", in prossimità di una "pezza di terra laboratoria...".
- Cappella di S. Nicola di Calcarola - Anche questa era a nord di Eboli; potrebbe identificarsi con quella di S. Giuseppe, o quella della Madonna di Loreto, oppure ancora con quella della Madonna di Monte Suevo.
- Chiesa di S. Antonino - Discendendo dal Montedoro, verso il piano al di sotto di S. Maria ad luminaria, si trova la cappella di S. Antonino, presso il santuario di S. Maria la Nova, ora in territorio di Campagna. Nel 1116 era "de jurisdicione ipsius archiepiscopii" di Salerno, ma già nel 1165 passò a far parte dei possedimenti di S. Pietro Apostolo di Eboli.
- Chiesa di S. Maria Magdalena - È probabile che corrisponda ora alla cappella della Madonna della Catena, al di sopra della Strada Statale 19, dirimpetto al cimitero.
- Chiesa di S. Cataldo - Fu edificata da Romualdo II Guarna, arcivescovo di Salerno, che non solo la fece costruire, ma la dotò magnificamente[26]. Si trova in località S. Croce.

Per quanto riguarda il centro urbano, la collina del Castello e l'altra di S. Francesco erano ormai state occupate, la prima dalla postazione militare e la seconda (e le relative strade d'accesso e di transito) da chiese/istituti religiosi di rito latino e greco, nonché da palazzi signorili e d'interesse collettivo. In merito alla restituzione filologica di quello che può aver caratterizzato l'attività edilizia del centro, relativamente a questo periodo, possono esserci d'aiuto le considerazioni del Natella:
"Per la zona del castello abbiamo qualche traccia in carte coeve o posteriori per delineare un disegno della recinzione urbana, dal castrum normanno (1090, 1135, 1167) ad una porta meridionale attestata nel 1090 ("portam que de la terra dicitur", all'ingresso di Eboli), all'inequivocabile titolo ecclesiastico della chiesa di S. Maria ad Intra. La cinta urbana doveva scendere in linea retta poco più a lato del torrente Tufara [Elmice nelle carte dell'IGM], per giungere a S. Francesco. Di qua risaliva verso il Castello al lato occidentale sul percorso via Attrizzi - bivio via Maglione, con una tendenza che le superfetazioni edilizie non fanno più riconoscere ma il cui riscontro tipologico è offerto dal quartiere sotto il castello, che mostra ancora una forma in qualche modo circocentrica a ricordo di insediamenti antichi a mottes, gli sviluppi urbani saranno, nel Rinascimento, a NE, di nuovo verso il fiume, mentre un vero e proprio quartieramento barocco pare non ebbe mai vita".
Come poche altre città della provincia, Eboli divenne una perfetta città murata, chiusa, ricca di torri di cinta (soprattutto a S. Sofia e al Pendino).
Le chiese "cittadine" di questo periodo sono state, dal Bergamo, così individuate:
- Parrocchia di S.Lorenzo - Si trova tra il complesso di S. Francesco e piazza Porta Dogana, imboccando l'arco di via La Francesca, per scendere al Pendino, sulla destra, si rasenta il muro della chiesa che ha la porta ad occidente, su uno spiazzale sollevato a terrazza, al quale si accade anche da alcuni gradini laterali. Da tempo immemorabile non è aperta al culto e il suo titolo parrocchiale è passato alla più vasta chiesa di S. Francesco. Il documento più antico che le riguardi è del 1135, in cui viene nominata a proposito di una casa di legno "propre ecclesiam sancti laurentii", la quale si trovava "intus castrum ebuli".
- Chiesa di S. Maria de Conce o Collegiata - Si tratta quasi certamente della parrocchia di S. Maria della Pietà, così chiamata per l'installazione sull'altare maggiore, nel 1690, del gruppo ligneo della Pietà, opera dello scultore G. Colombo. Edificata tra il XII e il XIII secolo, appare solida e imponente. Il nome originario può giustificarsi per la sua stessa ubicazione: ad oriente della chiesa, infatti, scorre il torrente Tufara delle cui acque si servivano le concerie dislocate nella zona, verso l'esterno del centro abitato. Oggi questa chiesa, che è stata aggregata alla Basilica Vaticana, è la Chiesa Madre di Eboli.
- Parrocchia di S. Eustachio - Oggi chiusa al culto, è detta comunemente S. Biagio. Se corrisponde alla "chiesa di S. Biagio", oggetto di una donazione nel 1086 alla Badia di Cava[27], risulta effettivamente fondata in epoca normanna.
- Chiesa di S. Bartolomeo - Completamente distrutta dai bombardamenti aerei del 1943. Sottostante alla strada che conduce a S. Francesco, vi si accedeva per gli scaloni che, in numero di un'ottantina, attraversavano un intero quartiere, tagliando anche il corso principale Umberto I. Si trovava nel 1179 "intus civitatem ebuli" ed è indicata come parrocchia[28].
- Chiesa di S. Caterina - Risulta citata come parrocchia in un documento del 1216. Adiacente era la porta medievale omonima, definita principale. Oggi corrisponde alla chiesetta di S. Giuseppe.
- S. Pietro Apostolo,  già nota dal 1622 col nome di S. Pietro alli Marmi, venne fatta restaurare tra il 1930 ed il 1934 da Gino Chierici,  R. Sovrintendente all'arte medioevale e moderna della Campania. Per l'importanza storica ed architettonica del monumento, sembra interessante soffermarsi brevemente sul problema dell'individuazione dell'esatta data di fondazione, fatta risalire, in un'iscrizione murata nella parte interna della chiesa, al 1156. Tuttavia, alla "badia di S. Pietro Apostolo" fanno riferimento non pochi documenti di epoca anteriore. Infatti Fra Simone da Bologna, nella sua cronaca inedita del 1370, spesso nominata dal Beltrami nella descrizione di Napoli, dice che Roberto il Guiscardo, dopo aver ingrandito Eboli, essendo accampato nelle sue campagne per l'espugnazione di Salerno, di cui divenne principe nel 1076, fondò l'abbazia di "S. Pietro" e poi il duomo di "S. Matteo" a Salerno[29]; nell'anno 1090[30] risulta che "Gregorio" fu abate del monastero "sancti petri apostoli quod situm est foris et propre castellum evuli"; nel 1095[31] Ruggiero Trincanotte, figlio del fu Guglielmo, donò "in monasterio santi petri, quod edificatum est extra et propre castrum evuli, ubi dominus Gregorius... Abbas preest, ecclesiam sancti nycolai de mercatello", con tutte le sue pertinenze. Infine, e questo risolverebbe ogni cosa, risale al 1120 circa un testo in cui, parlando di confini di terre fuori Eboli, si legge: "ubi est ecclesia sancti petri, que nunc diruta est". Perciò, dopo il detto Gregorio, per una ragione qualsiasi, la chiesa e il monastero andarono distrutti, per esser poi riedificati nel 1156, come dice la lapide.

Eboli non rimase a lungo fedele ai Normanni. Ai tempi delle lotte tra Tancredi d'Altavilla ed Enrico VI di Hohenstaufen, parteggiò vigorosamente per gli Svevi, rivelando contemporaneamente l'importanza politica, economica e sociale che aveva ormai raggiunto. In effetti il passaggio daiNormanni agli Svevi fu acquisito con una mossa politica abile che tese a saldare le realtà economiche in atto - attività tessili, tintorie, grano, edilizia - ad una visione politica più avanzata. Con gli Svevi il castello diviene luogo preminente (come poco dopo sarà anche S. Francesco, tanto che i due episodi spiccheranno per sempre nell'iconografia storica del sito); con diploma imperiale nel 1219 Federico II riconosce Eboli in demanio regio sotto la sua protezione e la invita al Parlamento di Foggia nel marzo 1240, come quarta fra le città della provincia (le altre erano Salerno, Amalfi e Policastro). Nella rinnovata stabilità, si riscontra una marcata attività edilizia: è significativo che l'elenco delle fortezze da riparare del 1230-31 non la citi come detentrice di un castello ma addirittura - e ciò si pone a conferma di quanto è stato detto nei riguardi del castrum normanno in quanto episodio di ricetto militare - come luogo in cui si trovano delle domus domini imperatoris, le quali possunt reparari, vale a dire il castello, reso ricco palazzo imperiale, e un'altra domus nel contado, luogo di caccia e riposo, come è noto da un registro del 1239. Certo, non troviamo in Eboli nessun monumento che possa avvicinarsi alla maestosità architettonica pugliese, ma i richiami siavvertono ugualmente.
Sul lato a nord - ovest della cinta del castello, verso S. Pietro, rimane un portale ad ogiva (all'apparenza finestra, ma sembrerebbe più un ingresso secondario al castello dalla cinta, che risale al XIII secolo), con l'arco a filari di mattoni su due grossi conci; anche se il cotto è poco frequente nell'architettura sveva maggiore. Più avanti si parlerà delle tre mura di cinta del castello. Le torri quadrate portano agli angoli pietre sagomate e giustapposte, del genere dei castelli di Lagopèsole e Solofra, con saettiere semplici di uso normanno. Le torri cilindriche richiamano - sia quella a nord-ovest sulla cinta, sia l'altra immediatamente a ridosso della prima - la forma sveva classica del Castell'Ursino a Catania.
Rilevante sviluppo ebbe in questo periodo lo storico quartiere Ripicella- Attrizzi, di servizio per il castello e i suoi signori, che si enucleò con case in sovrapposizione, vicoli e ànditi tipici dell'edilizia spontanea medievale; in via Attrizzi si legge l'arco acuto su quella che un giorno era presumibilmente una porta della città, orlata da una serie di beccatelli. Nel sottostante vico I Attrizzi si trova un'altra porta, con arco a tutto sesto ed un alto mensolone gotico che serviva per il calo della saracinesca ad occlusione della Ripicella verso sud. Il tutto (cortine, palazzi, castello, chiese) contribuiva a dare ad Eboli l'immagine di un centro urbano capace di assolvere funzioni prestigiose, come avvenne nel 1290, quando fu sede del generale Parlamento che, fra il 10 e il 15 settembre, vide impegnati i maggiori rappresentanti dell'Italia meridionale 17.

## Dagli Angioini agli Aragonesi
L'espansione urbana continuò lungo il corso del secolo XIV quando, passata da Pietro d'Angiò - figlio di re Carlo II e fratello di re Roberto, conte di Eboli e di Gravina - al gran Siniscalco Roberto de Cabanni, Eboli dimostrava, sull'esempio di altri paesi della provincia (Salerno, Nocera, Teggiano), una discreta vitalità interna, sottolineata nel 1341 dalla presenza della Universitas plebeiorum, corporazione di popolari in antagonismo con i nobili, amministratrice ed esattrice di beni, servizi e imposte.
Nel 1419 la regina Giovanna II concesse Eboli, insieme al Principato di Salerno ed altre città, ad Antonio Colonna, nipote del pontefice Martino V. Divenuto oggetto di mercato, il feudo ebolitano sarà da questo momento venduto più volte per la ricerca del massimo profitto da parte del proprietario di turno. Si è già formato il quartiere lungo la dorsale di collegamento tra la collina del Castello e il rilievo del convento dei Conventuali quando Eboli, dopo più di un decennio di signoria dei Colonna, diviene dal 1436 feudo dei Della Ratta, conti di Caserta. Si distinguevano nel commercio dell'olio e del grano e alla fiera di Salerno la vendita consentiva nel 1477 l'acquisto di panni di Perpignano, della Catalogna, stoffe di Firenze, di Verona, della Linguadoca, non solo per il consumo interno, ma anche per il mercato all'ingrosso verso l'Irpinia e la Basilicata.
Anche la struttura urbana viene interessata dalla ripresa sociale ed economica e una zona in particolare risentì dello sviluppo generalizzato di questi anni: quella compresa tra le chiese di S. Nicola e S. Biagio.
Per quanto riguarda i rapporti con il territorio, non va dimenticato che la città si è sempre trovata sul percorso della consolare Popilia, diventata via delle Calabrie; anzi, in questo periodo, l'elenco dei passi obbligati, emergente dalla documentazione raccolta dalla Sommaria, dopo la pubblicazione dell'editto di riordinamento fiscale super passibus.
Quest'editto preannuncia l'insorgere, nel dicembre 1485, della guerra intestina tra il re Ferrante I e i baroni locali, che diede luogo, da parte dei Sanseverino di Marsico, ad eventi militari lungo una linea difensiva i cui punti di rilevanza strategica erano Eboli, Mercato S. Severino, Giffoni, S. Giorgio. Ad assicurare Eboli al potere centrale, tuttavia, contribuì pure il matrimonio tra Caterina Della Ratta e Cesare d'Aragona, figlio naturale di Ferrante I: questo fattore non mancò di determinare occasioni di maggiore benessere, dovute proprio ai più stretti legami con il re. Divenuta Caterina vedova dell'Aragona, sposò in seconde nozze Andrea Matteo III Acquaviva d'Aragona a cui recò tra gli altri il feudo di Eboli che nel 1522 fu ceduto alla famiglia Sanseverino.
Come in precedenza accennato, è il quartiere S. Nicola-Torretta quello maggiormente interessato dallo sviluppo urbanistico; infatti, altre testimonianze rinascimentali di fine XV secolo e prima metà del Cinquecento dimostrano che l'umidità del vicino Tufara non impedì l'urbanizzazione di questa zona, né dell'altra sponda del corso d'acqua, data la fondazione, nel 1491, del convento della SS. Trinità ad opera dei frati Minori osservanti.

## Dal Viceregno ai Borbone
Nel corso della prima metà del '500, la città vede quasi raddoppiare il suo numero di abitanti (da 549 fuochi nel 1532 a 895 nel 1561). A tale incremento demografico corrisponde un ampliamento delle strutture abitative entro la cerchia delle antiche mura, con una divisione in distretti parrocchiali o quartieri che è durata a lungo ed è giunta più o meno intatta fino alla prima metà del XX secolo.
Un fatto importante accadde nel 1531. In tale anno, l'attuale chiesa di S. Maria della Pietà venne elevata, con la bolla di Clemente VII e con successivo assenso regio di Carlo V, a Collegiata. Il titolo va ben oltre il riconoscimento di privilegi onorifici, in quanto ridimensiona in modo singolare tutta l'organizzazione ecclesiastica locale. Infatti, in base alla bolla di Clemente VII, tutte le parrocchie esistenti, con i relativi benefici, venivano affidate direttamente al Capitolo collegiale, formato di 12 canonici oltre il Primicerio e il Cantore, che rappresentano la prima e la seconda dignità. Le parrocchie cittadine furono così centralizzate ed il Capitolo provvedeva a scegliere e nominare i cappellani delle parrocchie. La giurisdizione del Primicerio si configurava, così, allo stesso livello di una giurisdizione vescovile.
Al Capitolo collegiale, in cui peraltro sorse una scuola di musica per 20 scolari, furono aggregate: la chiesa di S. Maria ad Intra, di S. Michele Arcangelo, di S. Marco unita a quella di S. Maria ad Intra, di S. Lorenzo, di S. Bartolomeo, di S. Caterina, della SS. Annunziata fuori Porta Pendino (passata nel 1540 ai PP. di Montevergine), di S. Maria di Loreto, di S. Cosimo, di S. Margherita, di S. Maria del Soccorso, di S. Croce, di S. Elia fuori porta del Borgo, di S. Sofia vicino alla porta omonima, di S. Cataldo, di S. Donato, di S. Giorgio, di S. Maria dei Martiri, di S. Maria la Catena, di S. Maria del Campo, di S. Aiuturo o S. Antonio a monte di Eboli. L'unica parrocchia che non fu compresa nella giurisdizione del Capitolo collegiale fu quella di S. Nicola de Schola Graeca. A questa singolare organizzazione ecclesiastica locale - quasi unica in tutto il Viceregno e tenacemente difesa sia contro l'arcivescovo sia contro i feudatari fino al 1654, quando l'arcivescovo di Salerno Fabrizio Sabelli separò le parrocchie dal Capitolo rientrando in possesso delle sue prerogative giurisdizionali - si accompagnò l'incremento dell'edilizia, senza tuttavia che questa si esaltasse in grandezza di masse o ricercatezza delle decorazioni: a volte gli episodi sono minuti, rifatti su precedenti fabbricati tardodurazzeschi, come nella zona di S. Nicola e nelle Rue (sostantivo trecentesco). Il clero investì le sue ricchezze più che nella costruzione di nuove chiese, nel restauro e nella valorizzazione di quelle antiche. Nel 1562 giunsero i Cappuccini, che si insediarono nell'antico convento di S. Antonio di Vienne, abbandonato già da tempo dalle monache benedettine.
Così la chiesa di S. Francesco si arricchì dei pregevoli affreschi di Andrea Sabatini; altri affreschi del '500 e del '600 sono venuti recentemente alla luce nella chiesa della Madonna di Loreto e nella stessa S. Maria ad Intra. Sotto i Doria, dal 1640 alla soppressione della feudalità, gli ammodernamenti continuano. Il Tavolario Pietro de Marino stima il feudo di Eboli a seguito dell'estinzione della famiglia Grimaldi e ci fornisce la prima accurata descrizione della città, con le sue cinque porte, limitata da mura a mezzogiorno, dai forti pendii a occidente e dal Tufara ad oriente.
Ecco come ci descrive il castello nello stato in cui si trovava alla metà del '600:
"E dalla parte di sopra della Terra sta situato il Castello di forma irregolare con suo recinto di muraglia, oltre dell'angolo del medesimo recinto sono li torrioni, quali formano un reveglino. L'ingresso di detto si sale per una salita piacevole. Si ritrova la prima porta, appresso poco distante rivolta, et s'entra per ponte di tavola nella seconda porta, si ritrova un largo, a destra del quale s'entra nella terza porta, e proprio verso Levante. Dentro di essa si ritrova un largo grande e spazioso, quale può servire per piazza d'armi, dentro del quale vi sono diversi appartamenti, ed abitazioni per due famiglie. A destra si sale per sei grade, con uno corridoro, appresso seguono sei altre grade dalle quali s'entra in una saletta, quattro camere, e due ristretti tutte con intempiature e sotto di esse sono diverse stanze terranee, cioè una stalla per venti cavalli, cantina per vini, ed altro; appresso detta porta, ut sopra, vi è una camera e per detta si sale a quattro camere con corritoro di tavole, quali si dividono per comodità di gentiluomini, e sotto di esse sono diverse stanze, cioè tinello ed altre comodità per servitori, una cucina grande, in testa della quale vi è una cisterna grande, ed altre comodità. Appresso quella vi è contiguo un torrione grande, e proprio nell'angolo del secondo recinto del Castello, quale se ne servono per carcerati di mala vita, e sotto della detta cucina, tinello e camera, vi sono molte stanze terranee quali servono per molte comodità necessarie; vi è un'altra cisterna nel cortiglio seu piazza de arme, e dall'altra parte verso ponente all'incontro la porta del Castello vi è un edificio non molto più alto dell'edificio vecchio, al presente vi manca il tetto, lo solaro, quale è cascato, consistente una sala reale, uno Camerone, e sotto di esso la cucina, tinello e due camere per servidori. Segue appresso nella medesima linea una porta con entrata coverta grada, quale sale nell'ultimo quarto consistente in una sala con diverse camere dall'una e l'altra parte con commodità di arcovo, ristretto, cucina, e tinello delle donne, ed altre commodità, e sotto di esse sono diverse stanze, et in testa del predetto entrato si va nel giardinello. In testa vi è un'altra torre, e ritornandosi nella parte del Castello a destra vi è la Cappella con tre altari, ed in testa vi è il quadro del Crocifisso, tutte le mura e lamie sono pittate, e compartite con diversi quadri a fresco, cioè i 12 Apostoli, ed altre vite de' Santi. A sinistra di detta porta nell'entrare è l'appartamento del Castellano, consistente una saletta, dove si dà la corda a' delinquenti con due camere per servizio del Castellano, e sotto di esse sono le carceri civili e criminali l'una dentro l'altra. In testa vi è un torrione. Tutto il Castello è di forma irregolare con suoi torrioni negli angoli circuita dalla parte di fora da muraglie con prima e seconda ritirata con più reveglini; il ridetto Castello è fortissimo per gioco di mano, ed anche quasi d'artiglieria".
Nelle insulae gli interventi tendono all'allargamento e alla sopraelevazione, tanto che nel '600 Eboli è un cantiere in continua attività. Interventi di espansione della proprietà si notano all'inizio di via Capodiferro, in via A. Giudice, in via Attrizzi ed in piazza Emma de Ala nei pressi della chiesa di S. Maria ad Intra per la presenza di un alto palazzo barocco, sul viale d'accesso al castello. Risale poi al 1690 l'insediamento dei frati Minori riformati di Principato, che occuparono il convento di S. Maria delle Grazie, un tempo domenicano.
D'altra parte, inizia proprio con questo periodo la sistematica espoliazione dei macigni delle fortificazioni del Montedoro, per le pavimentazioni viarie.
Tuttavia va rilevato che gli interventi descritti non furono dovuti ad un ulteriore incremento demografico, in quanto la popolazione era stata fortemente provata dalla peste del 1630, che ridusse i fuochi a 648 (nel 1648 vi erano 3000 ab. e da quella del 1656, che li dimezzò ancora (nel 1669 vi erano meno di 2000 ab.). È invece nel '700 che si registra un'impennata demografica, per il censimento di circa 5000 ab..
I beni immobili del feudo erano suddivisi in: fondi del costretto, difese dell'Università, difese feudali e terreni aperti in tutto o in parte agli usi civici; mentre i fondi del costretto erano pienamente coltivabili, le difese dell'Università erano malsane e paludose, soggette a vere e proprie azioni di boicottaggio, anche da parte dei feudatari, per facilitare le cessioni a loro favore.
Del 1703 è la veduta della città del Pacichelli, dedicata ad un nobile del luogo, Giuseppe Mirto, e pubblicata nella sua opera Il regno di Napoli in prospettiva: tra l'altro vi è già messa in evidenza la strada principale di ingresso alla città (attuale viale Amendola), che sarà, come vedremo, uno dei due assi strutturali della espansione urbana successiva.
Con il regno di Carlo di Borbone, continua il processo di ammodernamento ed espansione iniziato nel '600 (costruzione di ulteriori concerie, locande, taverne); si costruisce al Pendino, in via La Francesca, in via Romano.
In quanto all'architettura religiosa, dall'istituzione della già citata Collegiata, pochissimi sono i privati ebolitani che dispongono oblazioni e lasciti testamentari in favore dei frati conventuali di S. Francesco. Essi amministrano ormai un patrimonio consolidato da tempo e la loro cura precipua è il mantenimento delle sostanze accumulate in passato. Nel 1742 il convento di S. Francesco possiede 50 proprietà, distinte in territori, foreste, orti e uliveti per oltre 1700 tomoli. Una parte di denaro delle rendite fu investita nella costruzione di un nuovo dormitorio e per i rifacimenti che subì la chiesa nei primi decenni del '700. A tal fine fu comprato nel 1737 un "casaleno alla Posterula per allongare il(...)faciendo dormitorio" e di questo periodo sono pure i lavori eseguiti da Nicola Lamberti, mastro marmoraro di Napoli.
Intorno alla metà del secolo viene ristrutturato e abbellito anche il monastero delle Benedettine (o di S. Antonio di Vienne), che sarà poi visitato da Ferdinando IV e dalla regina Maria Carolina nel 1774, in occasione di uno dei loro frequenti soggiorni nella Real Casina di Caccia di Persano.
Così pure il 16 dicembre 1761 si dà inizio "alla rifazione e totale moderna rinnovazione" della chiesa Collegiata. I lavori furono affidati al maestro Pietro Desiderio di Angri, al marmoraro don Carlo Tucci e appaltati a Sabato Conforto di Calvanico e a Gennaro Contursi di Cava, entrambi noti imprenditori edili del tempo.
Fu ripristinata anche la chiesa tardoromanica di S. Maria delle Grazie, con l'annesso convento dei Padri Domenicani, soppressa nel 1653 dall'arcivescovo di Salerno, in virtù della disposizione di papa Innocenzo X Instaurandae regularis disciplinae.
Ancora in pieno '700, per quanto riguarda l'architettura civile, in largo Gherardo degli Angeli, come scrive il Natella "il respiro è italiano e europeo" : in evidente stile rococò, il palazzo Romano-Cesareo si impianta su due fronti, sormontando la strada pubblica.
Nel 1764, quando si riteneva ormai prossimo il completamento dell'opera, il muraglione costruito dalla parte del fiume Tufara improvvisamente crollò "per frodi commesse dagli appaltatori e mastri fabricatori", come si legge nei documenti. La ripresa della fabbrica fu accompagnata da una lunga serie di liti giudiziarie e portata a termine solo dopo 23 anni, nel 1782, con una spesa complessiva di circa 15000 ducati.
In quanto alle fortificazioni di Eboli nel '700, è interessante soffermarci sulla loro descrizione, effettuata da un anonimo e contenuta in un manoscritto datato 1791, inserito in un volume posteriore al 1825, trovato nella platea di S. Maria ad Intra e pubblicato nel 1931 dal Primicerio Curato Catoio:

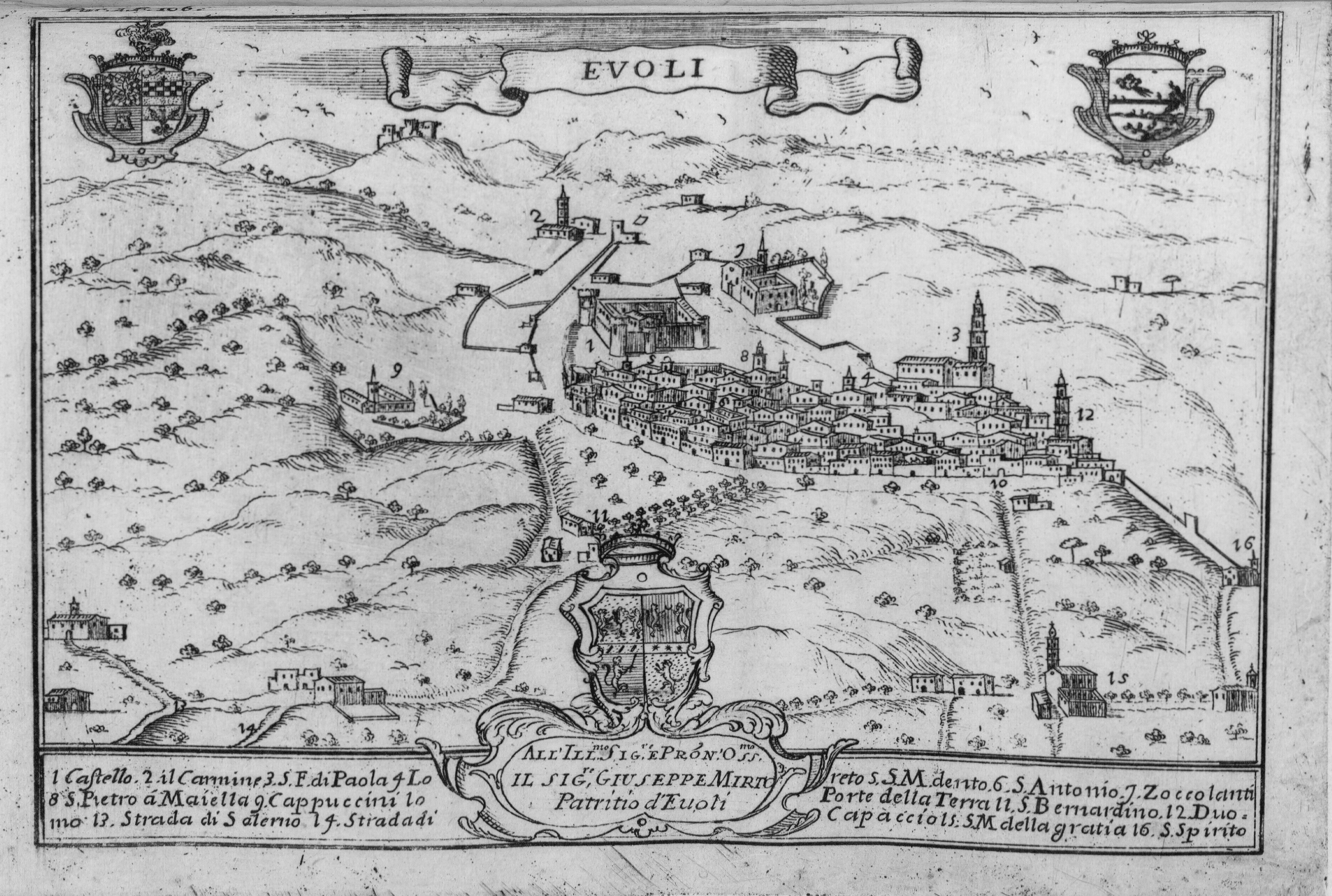
Cartina cittadina di inizio XVIII secolo.

" Eboli è circondata da alte mura, munita e difesa da replicate torri: offre l'entrata per 5 porte ai suoi concittadini. La prima porta della città, situata verso oriente, la quale anticamente denominavasi Porta Principale, prese nome di S. Caterina, per un'antica parrocchia edificata lì presso. Da questa alla porta Pendino, situata verso occidente, vi sono 222 passi di distanza; alla porta era attaccata una torre quadrata, che ancora esiste. Tra l'una e l'altra porta, le case della città, strettamente unite tra loro, vengono a serrare la sopradetta distanza. Negli antichi tempi, questa parte era cinta da mura, come osservavasi l'anno 1825, quando costruivasi colà la nuova strada. E poiché luogo in piano, i cittadini, per maggiormente difendersi, avevano formato dei grandi fossati, ed alla metà di detta distanza, e propriamente presso la Cappella di S. Rocco, avevano edificata una Torre ben grande, quadrata, che difendeva l'una e l'altra porta, e quel tratto, in ricordo degli antichi fossati, è chiamata strada dei fossi. Dalla Porta Pendino, salendo per la strada Ripa si giunge alla porta S. Sofia, a distanza di 259 passi, tutta a settentrione, difesa da tre torri quadrate poste a pochi passi, nel posto detto Cisternone, delle quali una sola esiste. Salendo per la Ripa lo spazio è occupato da case perfettamente unite su di una ripa e poi seguono le mura del Castello Colonna. Verso la metà di queste mura, sorge una torre rotonda, dove si vede affisso un marmo in cui sono scolpiti due cornucopie ripiene di abbondanza. Si crede che siano le prime armi del Municipio di Eburi, o pure quella fosse la torre dell'abbondanza. Andando innanzi le mura vanno fino all'entrata del Castello e, poco prima, contengono un'altra torre rotonda che domina la porta S. Sofia. Da questa porta, sino all'altra, detta Barbacani, sita anche a settentrione, chiamata così perché quel vocabolo dinota fortezza, v'è la distanza di 166 passi. Dalla porta Barbacani, passando il ponte S. Biagio, si giunge alla porta del borgo, da un antico borgo, ivi esistente, edificato ed abitato un tempo, da una colonia di Romani. Da questa porta si torna alla porta S. Caterina già descritta. Il castello Colonna oggi Romano Avezzana è circondato da torri e bastioni. Vi era negli antichi tempi un ben grande sotterraneo, col quale si veniva a Monte d'Oro".
La passione reale per la caccia determinò la ripresa dell'attenzione per la strada delle Calabrie che, oltre il ponte sul Sele conduceva all'ingresso ufficiale della tenuta borbonica, costituito da un portale bene in vista con due pilastri e cancello. Il 10 agosto del 1760 un anonimo ingegnere, tra gli addetti del Corpo Militare, delineò, da Serre, i Profili di una porzione del ponte di Evoli, nel rifare, sotto la direzione del Piana e su progetto del Vanvitelli, il ponte già crollato nel 1757 13.

## Il Decennio francese e la Restaurazione borbonica

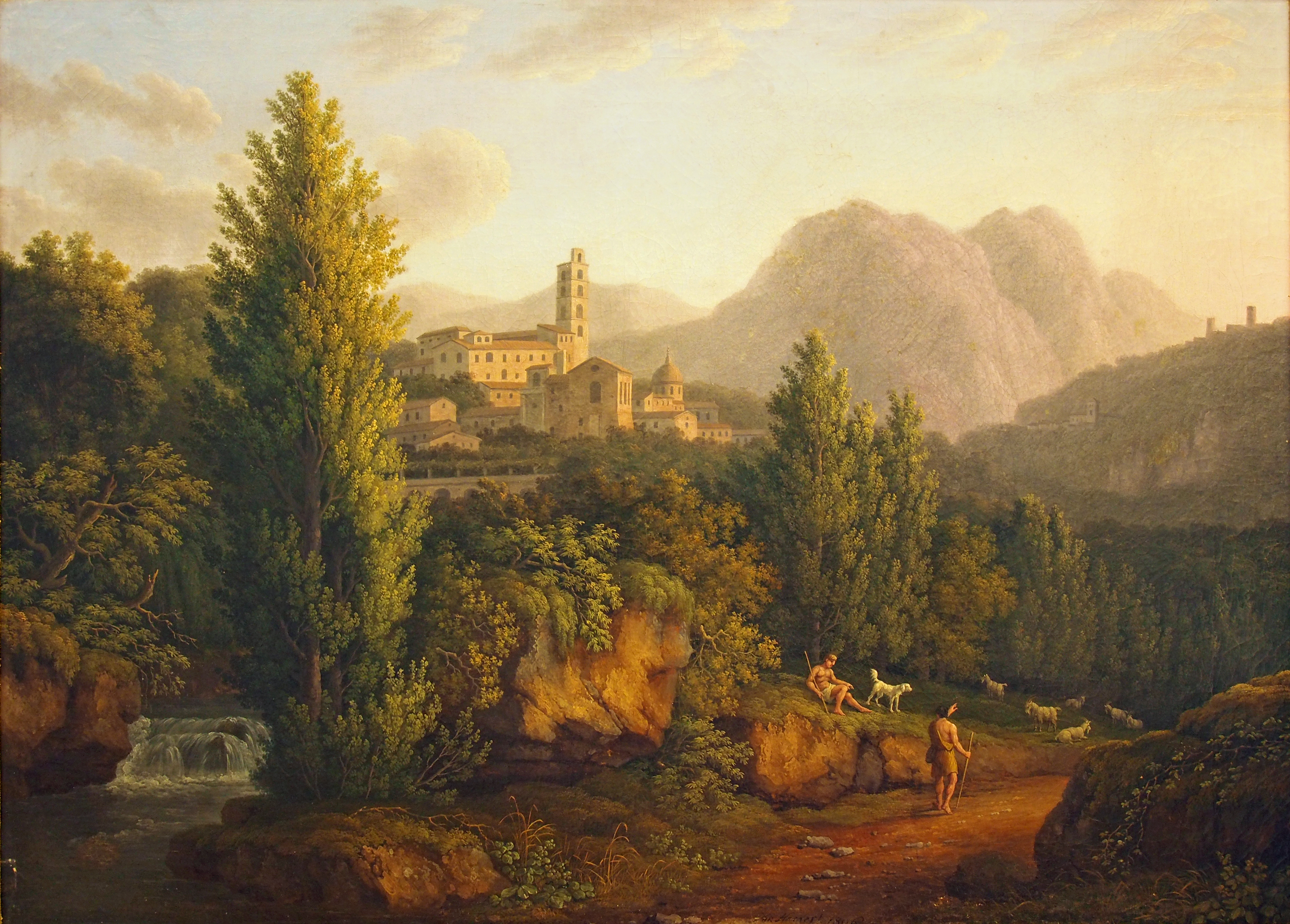
Paesaggio di Eboli ad inizio XIX secolo

Il periodo che va dal 1807 al 1811 vede realizzarsi anche in Eboli, come in tutto il Regno, la soppressione delle feudalità e degli ordini religiosi possidenti.
Primo fra tutti, è il caso del convento di S. Francesco, che, dopo l'occupazione militare subita nel 1799, viene soppresso con il decreto reale di Gioacchino Napoleone del 7 agosto 1809.
Passato parzialmente al Demanio, lasciando la chiesa aperta al culto, il convento fu dal Demanio prima affittato e poi ceduto alla SS. Trinità di Cava, alla quale furono concessi vari beni per indennizzarla dei danni subiti dal Decennio. Nel 1819 il comune fissa la Casa Comunale nel soppresso convento di S. Francesco. Il 2 settembre 1821 il decurionato delibera l'acquisto dei locali del monastero dai benedettini cavensi per la "decenza e proprietà dell'Amministrazione" al prezzo dei 3450 ducati richiesti da Cava. Il locale fu destinato a Scuole, Giudicatura, Gendarmeria, Conciliazione, Scuderia, Commissione Vaccinica, Deputazione sanitaria, magazzini, utilizzando due stanze per Sala di musica e teatro.

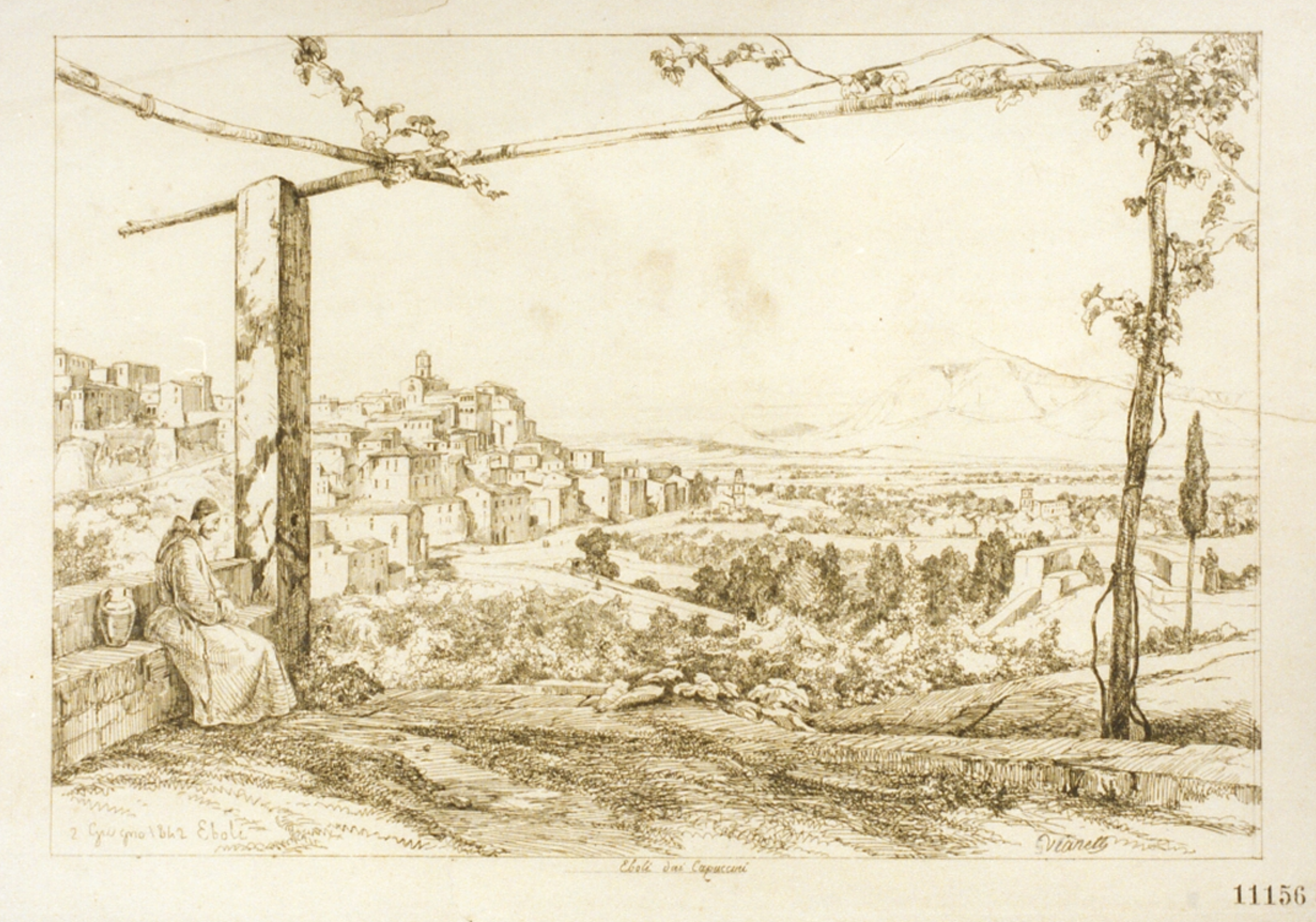
Eboli nel 1842

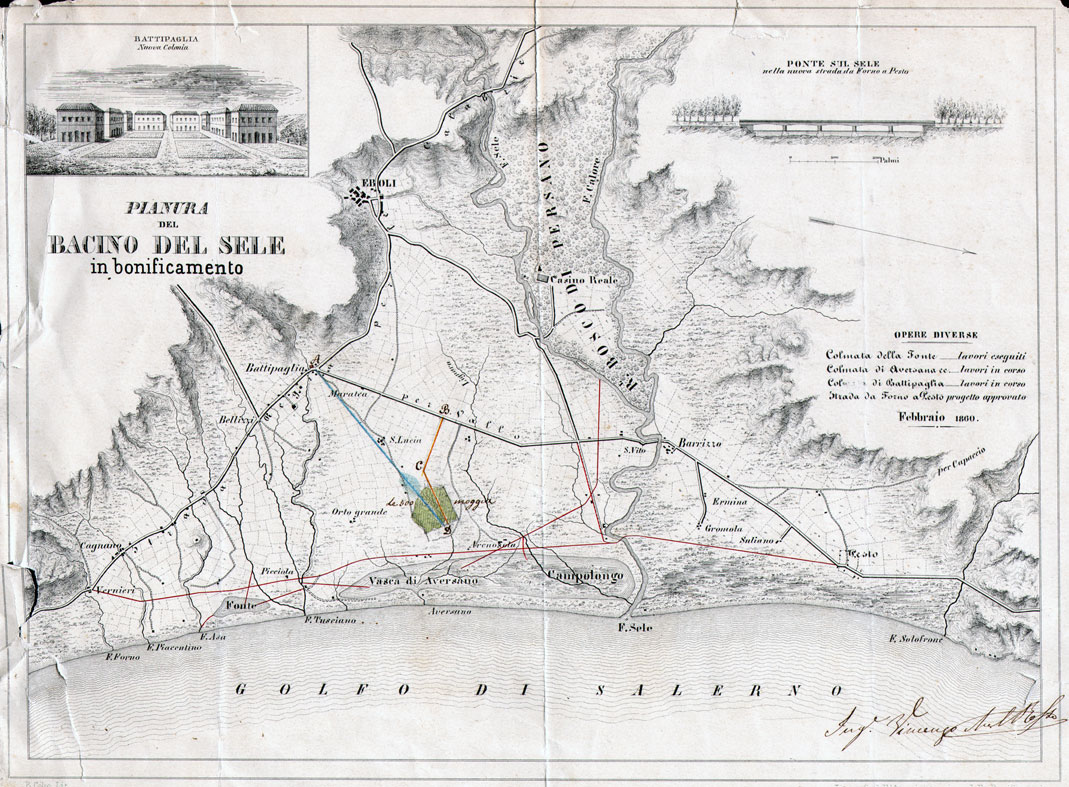
Eboli e la piana del sele nel 1860

Durante il Decennio Francese, il Comune divenne proprietario delle tenute di Arenosola, Aversano ed altre zone, in precedenza appartenute al feudatario. Si colmò il cosiddetto Lago, nei pressi della Spineta, e si iniziò la bonifica delle paludi litoranee, eterni focolai di malaria.
Nell'Ottocento, secondo la divisione del Regno borbonico in Province, Distretti, Circondari e Comuni, Eboli apparteneva al Distretto di Campagna. Il Distretto era uno dei più popolati dei quattro che costituivano la Provincia di Principato Citeriore, ma era anche tra i più arretrati e poveri, con quasi 90000 analfabeti. La sede di Sottintendenza era Campagna, che in questo periodo era venuta acquistando una importanza politica ed ecclesiastica maggiore di quella di Eboli, la quale aveva, comunque, attrezzature civili di raggio territoriale, come l'Ospedale Civile, il solo Istituto Tecnico Agrario della Provincia, le Scuole Secondarie, il Seminario Provinciale dei Francescani, la Gendarmeria, il Giudizio Circoscrizionale di prima istanza, le Carceri Mandamentali.
È conservata al Museo di S. Martino di Napoli, una bella veduta di Achille Vianelli, che mette in primo piano proprio la zona di espansione ottocentesca (il disegno è del 1842), evidenziando la netta demarcazione tra il nucleo abitato e la campagna, delimitata, quest'ultima, sullo sfondo, dalla cornice dei monti Alburni.
Passata da 4 752 abitanti nel 1796 a 4800 nel 1802, Eboli ben presto tende a stabilirsi verso valle; nel 1860 il Comune diventa di I Classe, avendo raggiunto gli abitanti le 8 861 unità, ma aumenteranno solo di 42 di lì a 6 anni.

## Eboli dal fascismo ad oggi
Il 6 luglio 1935, la città di Eboli viene scelta dal dittatore Benito Mussolini per un discorso bellicoso, anticipatore dell'imminente guerra d'Etiopia, che sarà ricordato alla folla come "impegno rispettato" dal duce pochi anni dopo (nel 1940) in occasione dell'inizio della campagna italiana di Grecia. La seconda guerra mondiale con i suoi bombardamenti ha raso al suolo l'80% delle costruzioni ebolitane tanto da far meritare alla città l'appellativo di Cassino del sud. L'immediato dopoguerra si caratterizza per la ricostruzione di quanto distrutto con la creazione dei quartieri molinello e paterno, mentre nell'ex campo sportivo viene realizzata la chiesa di San Bartolomeo. Gli anni cinquanta sono gli anni della riforma agraria che determina nel territorio ebolitano l'esproprio di 7500 ettari di terreno e la creazione di diversi poderi che danno vita alle borgate di cioffi, scanno, san cesareo, santa cecilia e fiocche.
Negli anni sessanta la popolazione ebolitana aumenta notevolmente a causa sia del baby boom che per via dell'emigrazione dai paesi limitrofi dovuta al boom economico sperimentato dall'Italia in quegli anni. In questo periodo nascono diverse industrie legate alla trasformazione dei prodotti agricoli in modo particolare nel settore conserviero. Insieme a questo fenomeno d'industrializzazione spontanea nascono altre industrie di tipo manifatturiero legate ai piani di sviluppo per il mezzogiorno che si rivelano essere però delle cattedrali nel deserto. Durante gli anni sessanta vi è una forte urbanizzazione nella piana lungo la direttrice della Strada statale 18 Tirrena Inferiore.
Gli anni settanta si caratterizzano per le contestazioni che culminarono con la rivolta di Eboli del 1974, innescata dalla decisione di non realizzare più ad Eboli lo stabilimento Fiat. Era il periodo delle delocalizzazioni dei grandi complessi industriali del nord nel sud Italia, una prima delocalizzazione nella piana del Sele riguardava la costruzione dello stabilimento Aeritalia-boing che fu poi dirottato a Foggia, nel frattempo era nata nel locale istituto tecnico industriale una sezione aeronautica rivolta ad accogliere il boom d'iscritti verificatosi in seguito alla notizia. Il 21 maggio 1973, l'onorevole Flaminio Piccoli, presidente del gruppo parlamentare della DC, giunse ad Eboli per portare la notizia della nascita di uno stabilimento Fiat in città, notizia confermata in un discorso di Angelli del marzo 1974, il CIPE decise però di trasferire tutti gli stabilimenti Fiat a Grottaminarda in provincia di Avellino. La notizia si diffuse ad Eboli la sera del 3 maggio 1974 ed in piazza della repubblica iniziarono i primi tafferugli. Un gruppetto di ebolitani decise di manifestare, prese un palco pronto per i comizi, e lo portò come trofeo dell'imbroglio per il viale Amendola occupando l'Autostrada del Sole. La notizia si divulgò in un attimo, e diversi ebolitani accorsero in aiuto di quel piccolo gruppetto, altri poi, si sparsero per tutto il territorio del Comune occupando tutte le strade, la stazione ferroviaria e la linea ferroviaria delle Calabrie a San Nicola Varco.
I consiglieri comunali si attivarono nel contattare il governo e inviarono una delegazione a Roma. L'8 maggio i sindacati indissero uno sciopero generale regionale: a Eboli giunsero dalla Campania in segno di solidarietà circa 30.000 lavoratori e, con a capo il Sindaco di Eboli si portarono sulle barricate dell'Autostrada. Nel comizio il Sindaco lodò la vittoria della lotta affermando che il governo aveva dirottato altri investimenti su Eboli. Nella seduta del 7 giugno 1974, il CIPE convaliderà la decisione del governo di costruire gli impianti della SIR a Eboli, con uno stanziamento di 134 miliardi e un'occupazione di 3 300 unità. Ma la SIR, a causa della crisi petrolifera era un'azienda già in decadenza e, il suo crollo definitivo si verificherà agli inizi degli anni ottanta.
Gli anni ottanta si aprono con la tragedia del terremoto che il 23 novembre 1980 colpì l'irpinia con epicentro a 10 km da Eboli causando il crollo di alcuni palazzi, il danneggiamento delle scuole e provocando due vittime. In seguito al terremoto si riversano nel salernitano consistenti somme di denaro in parte intercettate dalle organizzazioni criminali. Ad Eboli sorge il rione pescara e vi è un forte sviluppo della frazione di santa cecilia. Politicamente gli anni ottanta sono gli anni dei socialisti, la provincia di Salerno diviene un centro d'irradiazione del Craxismo e ad Eboli inizia la carriera politica di Carmelo Conte culminata nell'aprile del 1992 quando divenne Ministro delle aree urbani. È di questi anni il “progetto Eboli” che prevedeva, lo sviluppo della fascia costiera con la costruzione di un porto turistico, l'Interporto, la previsione di PIP turistici, artigianali e commerciali, su quelle aree che già avevano insediamenti preesistenti, sorti in modo spontaneo o in contrasto con il P.R.G., al fine di disciplinare quanto già realizzato e prevederne lo sviluppo.
Gli anni novanta si caratterizzano per la lotta alla criminalità, all'inizio con l'arresto del capo del clan Maiale e alla fine con l'abbattimento delle case abusive sulla fascia costiera. Negli anni 1989-1992 operava ad Eboli e paesi limitrofi un'organizzazione criminale denominata clan Maiale il cui boss era Giovanni Maiale, luogotenente nella piana del Sele della famiglia Alfieri Galasso. Nel 1996 vince le elezioni Gerardo Rosania inserendo nel programma di governo l'abbattimento delle ville abusive (una delle quali del boss Pasquale Galasso, ora divenuta centro per la legalità Falcone-Borsellino) sulla fascia costiera. Il 29 settembre del 1998 le ruspe dell'esercito abbattono settantadue villette, le precedenti gare d'appalto con le ditte private erano andate deserte (all'inizio degli anni ottanta ci aveva provato, senza risultati, il sindaco Antonio Cassese). Il resto delle villette, altre 112, sono state abbattute nel 2000. Alle elezioni amministrative del 2000 il sindaco Rosania viene rieletto per il secondo mandato concluso con vari rimpasti nel 2005. All'inizio degli anni duemila nasce la società mista pubblico privata Eboli-Multiservizi con il compito di gestire il palazzetto dello sport e le manifestazioni pubbliche, sportive e culturali.